# Armée de l'air du Niger
Armée de l'Air du Niger, dall'inglese Niger Air Force, è l'attuale aeronautica militare del Niger e parte integrante delle forze armate del Niger e fu costituita nel 1961.

## Aeromobili in uso
Sezione aggiornata annualmente in base al World Air Force di Flightglobal del corrente anno. Tale dossier non contempla UAV, aerei da trasporto VIP ed eventuali incidenti accorsi durante l'anno della sua pubblicazione. Modifiche giornaliere o mensili che potrebbero portare a discordanze nel tipo di modelli in servizio e nel loro numero rispetto a WAF, vengono apportate in base a siti specializzati, periodici mensili e bimestrali. Tali modifiche vengono apportate onde rendere quanto più aggiornata la tabella.
| Aeromobile                     | Origine             | Tipo                                           | Versione (denominazione locale) | In servizio (2024) | Note | Immagine |
| Aerei da combattimento         |                     |                                                |                                 |                    | |          |
| Sukhoi Su-25 Frogfoot          | Russia              | cacciabombardiere                              | Su-25                           | 2                  | 2 Su-25 consegnati nel 2013. |          |
| TAI Hürkuş                     | Turchia             | aereo da addestramento aereo d'attacco leggero | Hürkuş-C                        | 2                  | Ordinati il 18 novembre 2021, non è stato reso noto costo e numero degli esemplari, ma, fonti riferiscono tre aerei, più opzione per altri nove. Durante l'AAD 2022 di Pretoria, in Sudafrica, fu comunicato che due Hürkuş C sarebbero stati consegnati entro la fine del 2022. |          |
| Aerei per impieghi speciali    |                     |                                                |                                 |                    | |          |
| Cessna 208 Caravan             | Stati Uniti         | aereo da ricognizione                          | Cessna 208B ISR                 | 2                  | 2 C208B ISR consegnati tra il 2013 e il 2015. |          |
| Aeromobili a pilotaggio remoto |                     |                                                |                                 |                    | |          |
| Bayraktar TB2                  | Turchia             | UAV                                            | TB2                             | 0                  | Ordinati il 18 novembre 2021, non è stato reso noto costo e numero degli esemplari ordinati. |          |
| Aerei da trasporto             |                     |                                                |                                 |                    | |          |
| Lockheed C-130 Hercules        | Stati Uniti         | Aereo da trasporto                             | C-130H                          | 3                  | 2 C-130H consegnati nel 1978, uno dei quali è stato perso nel 1997. Un ulteriore C-130H ex USAF è stato consegnato il 4 gennaio 2021. Un secondo C-130H è stato consegnato il 7 dicembre 2021. Il terzo ed ultimo C-130H ex USAF è stato consegnato il 12 dicembre 2022.         |          |
| Cessna 208 Caravan             | Stati Uniti         | Aereo da trasporto                             | Cessna 208B                     | 2                  | 2 C208B da trasporto consegnati tra il 2013 e il 2015. |          |
| Dornier Do 228                 | Germania            | Aereo da trasporto                             | Do 228-100                      | 1                  | 1 Do 228-100 consegnato. |          |
| Beechcraft King Air 350        | Stati Uniti         | Aereo da trasporto                             | B350                            | 1                  | 2 B350 consegnati. |          |
| Boeing 737                     | Stati Uniti         | aereo da trasporto                             | B737-700                        | 1                  | 1 B737-2N9C Advanced acquistato nel 1978 e ritirato dal servizio, sostituito da un nuovo B737-700 da trasporto VIP consegnato il 31 agosto 2014. |          |
| Aerei da addestramento         |                     |                                                |                                 |                    | |          |
| Short Tucano                   | Regno Unito Brasile | aereo da addestramento                         | T.Mk 1                          | 2                  | 2 Tucano T.MK 1 in servizio al dicembre 2021. |          |
| Diamond DA42 Twin Star         | Austria             | aereo da addestramento                         | DA42M                           | 2                  | 2 DA42M consegnati. |          |
| Elicotteri                     |                     |                                                |                                 |                    | |          |
| Agusta Bell AB 412             | Italia              | elicottero da osservazione SAR                 | AB 412                          | 4                  | 2 AB 412 ex Guardia di Finanza, donati dall'Italia e consegnati il 18 ottobre 2022. La consegna di ulteriori due esemplari è stata conmpletata nel 2023. |          |
| Mil Mi-17 Hip                  | Russia              | elicottero multiruolo                          | Mi-17H                          | 2                  | 3 Mi-17 consegnati. Un esemplare è stato perso in un incidente il 26 dicembre 2022. |          |
| Mil Mi-24 Hind                 | Russia              | Elicottero d'attacco                           | Mi-24PMi-35                     | 1                  | 12 Mi-35 ordinati ad ottobre 2019 (tre, secondo altre fonti). |          |
| Aérospatiale SA 342 Gazelle    | Francia             | Elicottero d'attacco                           | SA 342M                         | 5                  | 3 SA 342M ex francesi ricevuti nel marzo del 2013. Ulteriori 2 esemplari ex ALAT ricevuti il 16 novembre 2022. |          |

## Aeromobili ritirati
- Boeing 737-200 - 1 esemplare (1978-?)[12][19]